# Bloemfontein
Bloemfontein [ˈblumfontəɪ̯n, ˈblomfontəɪ̯n] ist die sechstgrößte Stadt in der Republik Südafrika und Hauptstadt der Provinz Freistaat. Außerdem ist sie Sitz des obersten Berufungsgerichts (englisch Supreme Court of Appeal, afrikaans Appèlhof). Sie hat 256.185 Einwohner (Stand Volkszählung 2011) und ist Sitz der Metropolgemeinde Mangaung.

## Name der Stadt
Bloemfontein hat aufgrund seines Blumenreichtums und des jährlich stattfindenden Rosen-Festivals auch den Beinamen „Stadt der Rosen“. Der Name bedeutet wörtlich auf Niederländisch „Blumenbrunnen“. Nach anderen Angaben wurde die Stadt nach Jan Bloem benannt, einem Koranna-Anführer, der zur Zeit der Gründung in der Nähe lebte.

## Geschichte
Vor der Ankunft europäischer Siedler im Zuge des Großen Treck 1836 lebten San, Koranna, Griqua und Basotho in der Gegend von Bloemfontein.
Im Jahre 1840 erbaute der Voortrekker Johannes Nicolaas Brits an einer von Blumen umwachsenen Quelle eine Farm, die er „Bloemfontein“ nannte.
Ab 1846 trafen englische Einwanderer unter Major Henry Douglas Warden ein. 1850 wurde Bloemfontein dann offiziell als Gemeinde gegründet. 1854 schlossen Buren und Briten die Bloemfontein Convention, die zur offiziellen Gründung der Burenrepublik Oranje-Freistaat führte, dessen Regierungssitz Bloemfontein wurde.
Am 13. März 1900 fiel der Ort während des Zweiten Burenkrieges in die Hände britischer Truppen. Zehn Jahre später wurde Bloemfontein Teil der Südafrikanischen Union und erhielt 1945 Stadtstatus.

## Wirtschaft
Der Großraum Bloemfontein verfügt über Landwirtschaft, Bergbau sowie verarbeitende Industrie. In der Stadt haben sich vor allem bedeutende Unternehmen der Nahrungsmittel-, Möbel- und Glasindustrie angesiedelt. Auch der Automobilhersteller Barnard Motors ist hier zu finden.

## Bevölkerung
Bei der Volkszählung 2011 bezeichneten sich die Einwohner wie folgt:
- Schwarze 56,1 %
- Coloured 12,8 %
- Indisch/Asiatisch 0,8 %
- Weiße 29,8 %
- Andere 0,5 %

Sprachverteilung (2011):
- Afrikaans 42,5 %
- Sesotho 33,4 %
- Englisch 7,5 %
- isiXhosa 7,1 %
- Andere 9,5 %

## Verkehrsanbindung
Seit 1890 ist die Stadt durch eine Eisenbahn mit Kapstadt verbunden. Eine weitere Bahnstrecke führt nordwärts nach Johannesburg. Auf der Strecke nach Bethlehem verkehren nur noch Güterzüge.
Von 1915 bis 1937 betrieb die Stadt das erste Oberleitungsbus-System in Südafrika.
Mit dem Bloemfontein Airport verfügt die Stadt auch über einen Flughafen. Sie ist ebenfalls sehr gut an das nationale Straßennetz angebunden, mit direkten Autobahnverbindungen nach Kapstadt und Johannesburg. Zur Stadt führen die Nationalstraßen N1, N6 und von Maseru kommend die N8.

## Bildung
Bloemfontein ist Sitz der 1904 gegründeten University of the Free State mit rund 20.000 Studenten.

## Sehenswürdigkeiten
Der Naval Hill ist ein Hügel mitten in der Stadt, auf dem Giraffen, Strauße, Antilopen und viele andere Pflanzenfresser leben. Von dort aus hat man auch einen guten Blick über die Stadt. Weitere Sehenswürdigkeiten am Naval Hill sind das Naturkundemuseum und der Botanische Garten.
Es gibt zahlreiche Parks, etwa der Kings Park mit mehr als 4000 Rosensorten. Zu den älteren Gebäuden unterschiedlicher Architekturstile gehört die City Hall. Sie gilt als Wahrzeichen der Stadt und wurde 1935 aus Marmor und Teakholz errichtet. Älter ist der im Originalzustand erhaltene First Raadsaal, in dem einst der Volksrat seine Tagungen abhielt.
Im Freshford House Museum werden die Lebensumstände einer wohlhabenden Familie um das Jahr 1900 dargestellt. Zeitgenössische Werke südafrikanischer Künstler können in der Oliewenhuis Art Gallery besichtigt werden.
Zu den weiteren Sehenswürdigkeiten zählen das Frauendenkmal, National Museum, die President Brand Street, das National Afrikaans Museum und der Zoologische Garten.

## Klima
Bloemfontein hat ein subtropisches Höhenklima (Klimaklassifikation nach Köppen und Geiger: Cwa). Der Winter dauert in Bloemfontein von Mai bis August, der Sommer umfasst die Monate Oktober bis März. Die Wintermonate sind mit mittleren Niederschlägen von weniger als 30 mm trocken. Hier erreichen die Tageshöchsttemperaturen Werte von 16 °C bis 20 °C, die mittleren nächtlichen Tiefstwerte reichen bis zum Gefrierpunkt, wobei Nachtfrost sehr häufig ist. In den Sommermonaten kommt es häufig zu Wolkenbrüchen, die mittleren monatlichen Niederschläge liegen zwischen 50 mm und über 100 mm. Die Tageshöchsttemperaturen erreichen im Hochsommer mittlere Werte von knapp über 30 °C, die täglichen Tiefstwerte im Mittel etwa 16 °C.
|                       | Jan  | Feb  | Mär  | Apr  | Mai  | Jun  | Jul  | Aug  | Sep  | Okt  | Nov  | Dez  |   |      |
| Mittl. Tagesmax. (°C) | 30,8 | 28,8 | 26,9 | 23,1 | 20,1 | 16,8 | 17,4 | 20,0 | 24,0 | 26,1 | 28,1 | 30,1 | ⌀ | 24,3 |
| Mittl. Tagesmin. (°C) | 15,3 | 14,7 | 12,4 | 7,7  | 2,5  | −1,5 | −1,9 | 0,5  | 5,2  | 9,1  | 11,7 | 13,8 | ⌀ | 7,4  |
|                       |      |      |      |      |      |      |      |      |      |      |      |      |   |      |
| Niederschlag (mm)     | 82   | 110  | 73   | 58   | 18   | 13   | 9    | 14   | 23   | 41   | 59   | 60   | Σ | 560  |
|                       |      |      |      |      |      |      |      |      |      |      |      |      |   |      |
| Sonnenstunden (h/d)   | 9,6  | 8,8  | 8,3  | 8,3  | 8,6  | 8,3  | 8,8  | 9,2  | 9,3  | 9,4  | 9,9  | 10,3 | ⌀ | 9,1  |
|                       |      |      |      |      |      |      |      |      |      |      |      |      |   |      |
| Regentage (d)         | 8    | 8    | 8    | 6    | 3    | 1    | 2    | 2    | 2    | 5    | 6    | 7    | Σ | 58   |
|                       |      |      |      |      |      |      |      |      |      |      |      |      |   |      |
| Luftfeuchtigkeit (%)  | 55   | 62   | 64   | 66   | 62   | 62   | 57   | 50   | 46   | 50   | 52   | 52   | ⌀ | 56,5 |

| 15,3 |

| 14,7 |

| 12,4 |

| 7,7 |

| 2,5 |

| −1,5 |

| −1,9 |

| 0,5 |

| 5,2 |

| 9,1 |

| 11,7 |

| 13,8 |

| 15,3 |

| 14,7 |

| 12,4 |

| 7,7 |

| 2,5 |

| −1,5 |

| −1,9 |

| 0,5 |

| 5,2 |

| 9,1 |

| 11,7 |

| 13,8 |

## Sport
Bloemfontein ist die Heimat der Rugby-Union-Mannschaft Free State Cheetahs, die ihre Heimspiele im Free-State-Stadion bestreitet. Während der Rugby-Union-Weltmeisterschaft 1995 wurden hier drei Partien ausgetragen. Das Stadion war außerdem Austragungsort von vier Spielen beim FIFA-Konföderationen-Pokal 2009 und sechs Spielen bei der Fußball-Weltmeisterschaft 2010. Bloemfontein verfügt mit dem Mangaung Oval auch über ein internationales Cricket-Stadion, in dem beim Cricket World Cup 2003 fünf Partien ausgetragen wurden.

## Söhne und Töchter der Stadt
- Charles Fichardt (1870–1923), Cricketspieler
- J. R. R. Tolkien (1892–1973), britischer Schriftsteller (Der Herr der Ringe)
- Bram Fischer (1908–1975), Bürgerrechtler
- Abraham Bernard May (1912–1993), Chirurg und Bürgermeister von Windhoek
- M. C. E. van Schoor (1920–2009), Historiker
- Wally Rivers (1922–1998), Radrennfahrer
- Jack Wells (1926–2010), Turner
- Winkie Direko (1929–2012), Politikerin und Premierministerin der Provinz Freistaat
- Maretha Maartens (* 1945), Schriftstellerin
- Linda Mvusi (* 1955), Schauspielerin und Architektin
- Frances Beatrice Marshoff (1957–2023), Politikerin und Premierministerin der Provinz Freistaat
- Reinhard Zöllner (* 1961), deutscher Japanologe
- Ralph Pitchford (* 1962), Endurosportler und Rallye-Navigator
- Zola Budd (* 1966), Leichtathletin
- Jan von Delft (* 1967), theoretischer Physiker
- Marcos Ondruska (* 1972), Tennisspieler
- Ryk Neethling (* 1977), Olympiasieger im Schwimmen
- Shaun Morgan (* 1978), Sänger der Grunge-Band Seether
- Ronel van Wyk (* 1978), Radrennfahrerin
- Gert Fouche (* 1980), Radrennfahrer
- Juan Smith (* 1981), Rugbyspieler
- Kate Roberts (* 1983), Triathletin
- Fritz Wolmarans (* 1986), Tennisspieler
- Carla Oberholzer (* 1987), Radsportlerin
- Jovan van Vuuren (* 1996), Weitspringer
- Gerald Coetzee (* 2000), Cricketspieler
- Andre-Hugo Venter (* 2001), Rugby-Union-Spieler

## Städtepartnerschaften
Bloemfontein unterhält seit 1999 eine Städtepartnerschaft mit Nanjing in der  Volksrepublik China.
Des Weiteren gibt es eine Zusammenarbeit mit Bhubaneswar in  Odisha, Indien.